# Agudat Israel
Agudat Israel (hebreu: אגודת ישראל‎, literalment "Unió d'Israel") és un partit polític d'Israel fundat el 1912 a Katowice que representa el judaisme haredí a Israel ja abans del Mandat Britànic de Palestina. A nivell mundial s'organitza en l'associació World Agudath Israel. Després de la Xoà el moviment va restar gairebé exterminat a Europa Oriental i va traslladar la seva seu central a Palestina. D'ençà de 1992 participa a les eleccions israelianes com a membre de la coalició Judaisme Unit de la Torà.

## Participació política
Durant les eleccions israelianes dels anys 1960 i 1970 va fer una oposició visceral al govern laborista, al que considerava ateu, i es negà a col·laborar en els governs, a diferència del Partit Nacional Religiós. S'oposava també als quibuts i al sistema educatiu laic. S'entenia bé amb el Herut i després amb el Likkud, amb qui si formarien govern el 1977.
A la dècada de 1980 el rabí Elazar Shach, líder dels haredins lituans i la seva preeminent Roix ieixivà ("ieixivà degana") en el moment, es va separar d’Agudat Israel i va crear el partit Déguel ha-Torà (Bandera de la Torà), controlat per líders haredins lituans en oposició als dirigents hassídics que controlaven l'Agudat Israel. El rabí Shach fou assistit més tard pel rabí Ovadiah Yosef en la divisió d’Agudat Israel i la creació d'un partit sefardita haredí conegut com a Xas. Agudat Israel i Déguel ha-Torà no sempre van estar d'acord entre ells sobre assumptes de política, però, en els darrers anys els dos partits han cooperat i s'han unit com un bloc de votants per a obtenir la major quantitat d'escons a la Kenésset, ja que molts vots de més pot ser inútils si no s'assoleixen determinats llindars en virtut de la representació proporcional del sistema parlamentari d'Israel. Els dos partits van optar per la unificació i van presentar llistes conjuntes a les eleccions legislatives d'Israel de 1992 sota el nom de Judaisme Unit de la Torà (Yahadut ha-Torà ha-Meühédet).
Quan ambdós partits es van unir a la coalició de govern de primer ministre Ariel Xaron el 2004, la Unió es va trencar a causa de les rivalitats. Per a les eleccions legislatives d'Israel de 2006 Agudat Israel i Déguel ha-Torà han tornat a deixar de banda les seves diferències i han reactivat oficialment la Unió per tal de guanyar la major quantitat d'escons al 17è Kenésset.
Encara que Agudat Israel no ha obtingut mai més de deu escons de la Kenésset, sovint ha tingut un paper crucial en la formació de governs de coalició a Israel perquè el sistema de representació proporcional d'Israel permet que resti en mans dels partits petits l'equilibri de poder entre els grans partits seculars. Aquesta influència política ha estat utilitzada per obtenir finançament per les ieixivà i les institucions de la comunitat i per aprovar la legislació sobre l'observança de les lleis del Xabbat i de la caixrut ("dieta"), sovint amb consternació dels israelians seglars.

## Lideratge religiós i polític

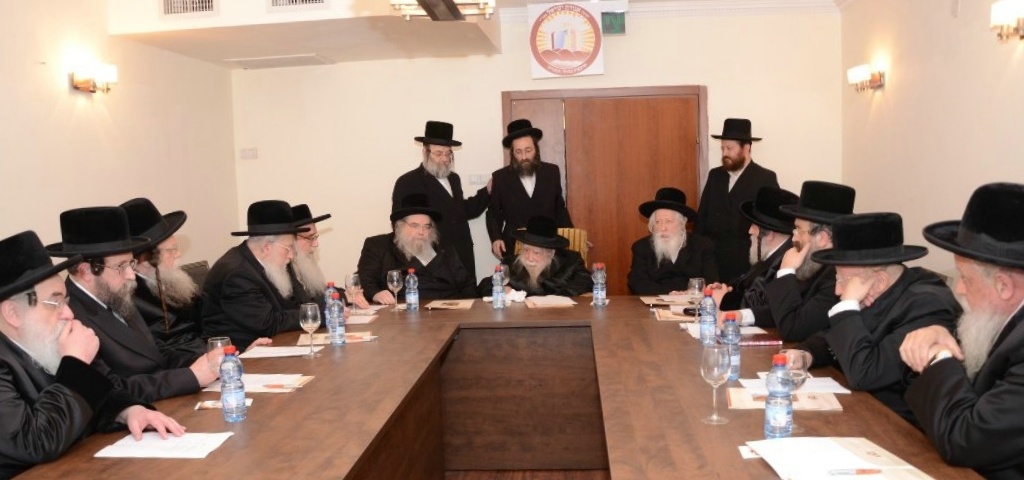
Reunió del consell d'Agudat Israel el 2013

El poder polític en l'actualitat recau en els rebbe hassídics de Belz, Guer, Vizhnitz.
A més, les decisions polítiques d’Agudat Israel són ratificades pel seu Consell de Savis de la Torà, que inclou diversos altres destacats dirigents i estudiosos, molts d'ells futurs rabins líders dels principals grups constituents. Quant a participar en coalicions de govern, el partit en general s'absté d'acceptar llocs en el gabinet actual. Les seves posicions sobre la política exterior israeliana i la qüestió palestina ha estat flexibles en el passat, ja que el partit rebutja formalment el sionisme polític secular i no ho veu una qüestió ideològica. Per tant, ha estat capaç de participar tant amb el Likkud com amb els laboristes. En els últims anys han esdevingut més oberts al moviment dels colons a la Ribera Occidental i la seva seguretat, i més conscient de les qüestions militars que afecten a la supervivència d'Israel. Agudat Israel va donar suport al Pla de retirada unilateral israeliana d'Ariel Xaron de 2005.
En 1948, el rabí Yehuda Meir Abramowicz va ser-ne nomenat Secretari General. El rabí Meir Porush, així com Yaakov Litzman, i Yisrael Eichler, dels tribunals hassídics Ger i Belz han representat el partit a la Kenésset d'Israel recentment. Un altre diputat d'Agudat des de fa molt de temps és el rabí Shmuel Halpert, membre del Tribunal de Vizhnitz.

## Resultats electorals
| Any        | Líder                  | Vots        | %           | Escons  | +/– | Govern             |
| ---------- | ---------------------- | ----------- | ----------- | ------- | --- | ------------------ |
| 1949       | Yitzhak-Meir Levin     | Dins el HDM | Dins el HDM | 2 / 120 | =   | Coalició           |
| 1951       | Yitzhak-Meir Levin     | 13,799      | 2.01 (#9)   | 3 / 120 | 1   | Coalició (1951–52) |
| 1951       | Yitzhak-Meir Levin     | 13,799      | 2.01 (#9)   | 3 / 120 | 1   | Oposició (1952–55) |
| 1955       | Yitzhak-Meir Levin     | Dins el HDT | Dins el HDT | 3 / 120 | =   | Oposició           |
| 1959       | Yitzhak-Meir Levin     | Dins el HDT | Dins el HDT | 3 / 120 | =   | Oposició           |
| 1961       | Yitzhak-Meir Levin     | 37,178      | 3.69 (#8)   | 4 / 120 | =   | Oposició           |
| 1965       | Yitzhak-Meir Levin     | 39,795      | 3.30 (#7)   | 4 / 120 | =   | Oposició           |
| 1969       | Yitzhak-Meir Levin     | 44,002      | 3.22 (#4)   | 4 / 120 | =   | Oposició           |
| 1973       | Shlomo Lorincz         | Dins el HDT | Dins el HDT | 3 / 120 | 1   | Oposició           |
| 1977       | Yehuda Meir Abramowicz | 58,652      | 3.36 (#6)   | 4 / 120 | 1   | Coalició           |
| 1981       | Avraham Yosef Shapira  | 72,312      | 3.73 (#4)   | 4 / 120 | =   | Coalició           |
| 1984       | Avraham Yosef Shapira  | 36,079      | 1.74 (#11)  | 2 / 120 | 2   | Coalició           |
| 1988       | Moshe Ze'ev Feldman    | 102,714     | 4.50 (#4)   | 5 / 120 | 3   | Coalició           |
| 1992       | Avraham Yosef Shapira  | Dins el YHT | Dins el YHT | 3 / 120 | 2   | Oposició           |
| 1996       | Meir Porush            | Dins el YHT | Dins el YHT | 2 / 120 | 1   | Coalició           |
| 1999       | Meir Porush            | Dins el YHT | Dins el YHT | 3 / 120 | =   | Coalició           |
| 2003       | Yaakov Litzman         | Dins el YHT | Dins el YHT | 3 / 120 | =   | Coalició           |
| 2006       | Yaakov Litzman         | Dins el YHT | Dins el YHT | 4 / 120 | 1   | Oposició           |
| 2009       | Yaakov Litzman         | Dins el YHT | Dins el YHT | 3 / 120 | 1   | Coalició           |
| 2013       | Yaakov Litzman         | Dins el YHT | Dins el YHT | 4 / 120 | 1   | Oposició           |
| 2015       | Yaakov Litzman         | Dins el YHT | Dins el YHT | 3 / 120 | 1   | Coalició           |
| Abril 2019 | Yaakov Litzman         | Dins el YHT | Dins el YHT | 4 / 120 | 1   | Anticipades        |
| Set. 2019  | Yaakov Litzman         | Dins el YHT | Dins el YHT | 4 / 120 | =   | Anticipades        |
| 2020       | Yaakov Litzman         | Dins el YHT | Dins el YHT | 3 / 120 | 1   | Coalició           |
| 2021       | Yaakov Litzman         | Dins el YHT | Dins el YHT | 3 / 120 | =   | Oposició           |
| 2022       | Yitzhak Goldknopf      | Dins el YHT | Dins el YHT | 4 / 120 | 1   | Coalició           |